# Ancylorhynchus humeralis
Ancylorhynchus humeralis là một loài ruồi trong họ Asilidae. Ancylorhynchus humeralis được Wiedemann miêu tả năm 1821. Loài này phân bố ở vùng nhiệt đới châu Phi.